# Николо Аманити
Николо Аманити (итал. Niccolò Ammaniti; Рим, 25. септембар 1966) италијански је књижевник, добитник престижних књижевних награда у Италији. 

## Биографија
Рођен је у Риму као син чувеног психијатра и предавача опште психопатологије на Универзитету Ла Сапијенца у Риму. Започео је студије биологије, које није ѕавршио. Писању се окренуо потстакнут очевом иницијативом.

## Књижевни рад
Његов први роман „Шкрге“ (Branchie) објавила је издавачка кућа Ediesse 1994 (роман је доживео реиздање 1997. за издавачку кућу Einaudi Stile Libero.). 
Већ следеће, 1995. године објавио је, заједно са оцем Масимом, есеј о проблемима адолесценције „У име сина“ (Nel nome del figlio). 
Након годину дана, 1996. издавачка кућа Mondadori објављује збирку приповедака „Блато“ (Fango), а три године касније, 1999. роман „Долазим по тебе и водим те са собом“ (Ti prendo e ti porto via).
Године 2001. објављује за издавачку кућу Einaudi Stile Libero своју прву награђену књигу „Не бојим се“ (Io non ho paura).
У 2006. објављује, поново за Mondadori роман „Као Бог заповеда“ (Come Dio comanda). Овај роман такође је награђен. Са претходним, „Не бојим се“, чини диптих базиран на идеалном односу оца и сина.
Године 2009. објавио је роман „Забава може да почне“ (Che la festa cominci), 2010. „Ја и ти“ (Io e te), 2012. збирку кратких прича „Тренутак је деликатан“ (Il momento è delicato), а 2015. роман „Ана“ (Anna), све за издавачку кућу Einaudi Stile Libero.

## Награде
- 2001. године награда  за роман „Не бојим се“
- 2007. године награда  за роман „Као Бог заповеда“[3]

## Српска издања
- „Долазим по тебе и водим те са собом“ (роман, 2000)[4]
- „Не бојим се“ (роман, 2002)[5]
- „Последња Нова година“(новела код нас објављен као роман, 2003)[6]
- „Како Бог заповеда“ (роман, 2007)[7]
- „Забава може да почне (роман, 2010)[8]
- „Ја и ти“ (роман, 2011)[9]
- „Зверињак с цртицама“ (збирка прича у оквиру које се налази и новела „Последња Нова година“, 2013)[10]
- „Ана“ (роман, 2016)[11]

## Филмови
Према књигама Никола Аманитија снимљено је пет филмова:
- „Последња Нова година“ (Марко Риси, 1998)
- „Шкрге“ (Франческо Раниери Мартиноти, 1999)
- „Не бојим се“ (Габриеле Салваторес, 2003)
- „Као Бог заповеда“ (Габриеле Салваторес, 2008)
- „Ја и ти“ (Бернардо Бертолучи, 2012)

Аманити се 2012. године опробао и као режисер на свом првом документарном филму „Добар живот“ (The Good Life).